# The Power and the Glory (film)
The Power and the Glory is een film uit 1933 onder regie van William K. Howard. De film is gedeeltelijk gebaseerd op het leven van C.W. Post, pionier in de voedselindustrie.

## Verhaal
Tom Garner was een gehate, maar succesvolle magnaat in de spoorwegindustrie. Na zijn begrafenis volgt de kijker zijn leven, die wordt geanalyseerd door zijn voormalige secretaris Henry. Hoewel hij een hekel aan Tom had, komt hij voor hem op als zijn vrouw zegt dat hij verantwoordelijk was voor 400 mensen die hun baan verloren en dat het goed is dat hij zelfmoord heeft gepleegd.
Henry kijkt terug op hun eerste ontmoeting, als ze nog kinderen zijn. Tom is een kwajongen die zich stoer voordoet voor vrienden om indruk te maken. Ze worden de beste vrienden, maar realiseren dat ze elkaar binnenkort niet meer zullen zien. Henry zal namelijk naar school gaan, terwijl Toms familie te arm is om hem in te schrijven voor het onderwijs. Ze verliezen echter geen contact en jaren later werkt Henry als zijn secretaris.
Tom is getrouwd met Sally, een lerares in een klein dorpje in de bergen. Ze hebben regelmatig meningsverschillen over de toekomst van hun bijna volwassen zoon Tommy. Tom vindt dat hij zich op zijn opleiding moet richten, terwijl Sally van mening is dat hij moet genieten van het leven. Tom krijgt intussen een affaire met Eve Borden, maar heeft geen plannen zijn vrouw te verlaten. Sally merkt dat Tom is veranderd en heeft spijt dat ze een bittere vrouw is geworden.
Na Sally's overlijden, trouwt Tom met Eve. Tijdens hun huwelijksreis breekt er een staking uit onder de spoorwegmedewerkers. Als de politie-agenten ingrijpen, komen er uiteindelijk 406 mannen om het leven. Later komt hij tot de ontdekking dat Eve een affaire heeft met Tommy. Hij is inmiddels een bittere en eenzame man geworden en kan het nieuws niet verwerken. Vlak voordat hij zichzelf doodschiet, schreeuwt hij de naam van Sally uit.

## Rolbezetting
| Acteur         | Personage      |
| -------------- | -------------- |
| Spencer Tracy  | Tom Garner     |
| Colleen Moore  | Sally Garner   |
| Ralph Morgan   | Henry          |
| Helen Vinson   | Eve Borden     |
| Phillip Trent  | Tommy Garner   |
| Henry Kolker   | Meneer Borden  |
| Sarah Padden   | Henry's vrouw  |
| Billy O'Brien  | Tom als kind   |
| Cullen Johnson | Henry als kind |

## Achtergrond
De regisseur Howard en hoofdrolspeler Tracy zouden in eerste instantie samen werken aan Marie Galante (1934). Omdat dat filmproject werd vertraagd, werden ze allebei toegewezen aan The Power and the Glory. Er gingen geruchten rond dat Irene Dunne of Mary Astor de vrouwelijke hoofdrol zou spelen, maar deze ging uiteindelijk naar Moore. Zij acteerde hiermee in haar eerste film sinds 1929. De opnamen werden verschillende keren naar achter geschoven. De eerste scène zou in februari 1933 opgenomen worden, maar werd bijna twee maanden lang opgehouden. De laatste opnames vonden uiteindelijk in juni 1933 plaats.
Hoewel de film werd geprezen door critici, bracht hij niet veel geld op. Pas in 1957 was de $1 miljoen gehaald. Er werd jarenlang gedacht dat de film verloren was gegaan. Uit verhaallijnen werd door verschillende filmhistorici opgemaakt dat het Orson Welles zou inspireren voor het script van Citizen Kane (1941). Toen de film later opdook, werd deze bewering ontkracht.